# 揚·貝德納雷克
揚·卡茨佩爾·貝德納雷克（波蘭語：Jan Kacper Bednarek；1996年4月12日—）是波蘭的一位足球運動員。現效力於葡超球會波圖，波蘭國家足球隊成員。在場上的位置是中後衛。他也曾效力於波茲南萊克。並曾代表波蘭U21國家隊參賽，並參加了2017年歐洲U21足球錦標賽。

## 國家隊生涯
2017年9月4日，貝德納雷克在波蘭以3-0戰勝哈薩克的比賽中首次代表波蘭國家足球隊出場。
2018年6月28日，貝德納雷克打進了他在波蘭隊的首個進球，這是世界盃上1-0戰勝日本的唯一進球。

## 個人生活
他的哥哥菲力浦·貝德納雷克也是一名足球運動員，目前在荷甲俱樂部鹿特丹斯巴達擔任守門員。
2022年11月，貝德納雷克在南安普頓期間公開了心理健康問題，這導致他在2022-23賽季離開俱樂部租借到阿士東維拉。

## 榮譽

### 俱樂部
波茲南萊赫
- 波蘭足球甲級聯賽冠軍：2014－15賽季[8]
- 波蘭超級盃冠軍：2016年

 南安普敦
- 英冠附加賽：2024年[9]

### 個人
- 波蘭年度最佳新人：2016年[10]

## 外部連結
- Soccerway資料庫：揚·貝德納雷克
- 90minut.pl网站上揚·貝德納雷克的资料（波兰語）
- Profile on Southampton FC website （页面存档备份，存于）